# Sveriges ambassad i Aten
Sveriges ambassad i Aten är Sveriges diplomatiska beskickning i Grekland som är belägen i landets huvudstad Aten. Beskickningen består av en ambassad, ett antal svenskar utsända av Utrikesdepartementet (UD) och lokalanställda. Ambassadör sedan 2025 är Håkan Emsgård.

## Beskickningschefer
| Namn                      | Period    | Funktion          | Anmärkning                                   |
| ------------------------- | --------- | ----------------- | -------------------------------------------- |
| Carl Peter von Heidenstam | 1833–1878 | Chargé d’affaires |                                              |
| Einar af Wirsén           | 1921–1925 | Envoyé            | Sidoackrediterad från ambassaden i Bukarest. |
| Jonas Alströmer           | 1925–1933 | Envoyé            | Sidoackrediterad från ambassaden i Bukarest. |
| Erik Boheman              | 1933–1934 | Envoyé            | Sidoackrediterad från ambassaden i Ankara.   |
| Wilhelm Winther           | 1934–1937 | Envoyé            | Sidoackrediterad från ambassaden i Ankara.   |
| Eric Gyllenstierna        | 1937–1939 | Envoyé            | Sidoackrediterad från ambassaden i Ankara.   |
| Einar Modig               | 1939–1944 | Envoyé            | Sidoackrediterad från ambassaden i Ankara.   |
| Knut Richard Thyberg      | 1944–1948 | Chargé d’affaires |                                              |
| Alexis Aminoff            | 1949–1951 | Envoyé            |                                              |
| Tage Grönwall             | 1951–1956 | Envoyé            |                                              |
| Fritz Stackelberg         | 1956–1962 | Ambassadör        |                                              |
| Tage Grönwall             | 1962–1965 | Ambassadör        |                                              |
| Gösta Brunnström          | 1965–1972 | Ambassadör        |                                              |
| Dag Bergman               | 1972–1973 | Ambassadör        |                                              |
| Agda Rössel               | 1973–1976 | Ambassadör        |                                              |
| Ivar Öhman                | 1976–1980 | Ambassadör        |                                              |
| Iwo Dölling               | 1980–1985 | Ambassadör        |                                              |
| Hans Colliander           | 1985–1989 | Ambassadör        |                                              |
| Karl-Anders Wollter       | 1989–1992 | Ambassadör        |                                              |
| Krister Kumlin            | 1993–1997 | Ambassadör        |                                              |
| Björn Elmér               | 1997–2002 | Ambassadör        |                                              |
| Mårten Grunditz           | 2002–2008 | Ambassadör        |                                              |
| Håkan Malmqvist           | 2008–2013 | Ambassadör        |                                              |
| Charlotte Wrangberg       | 2013–2017 | Ambassadör        |                                              |
| Charlotte Sammelin        | 2017–2021 | Ambassadör        |                                              |
| Johan Borgstam            | 2021–2024 | Ambassadör        |                                              |
| Håkan Emsgård             | 2025–     | Ambassadör        |                                              |